# 小分子核糖核酸

小分子核糖核酸（miRNA）与mRNA作用的图

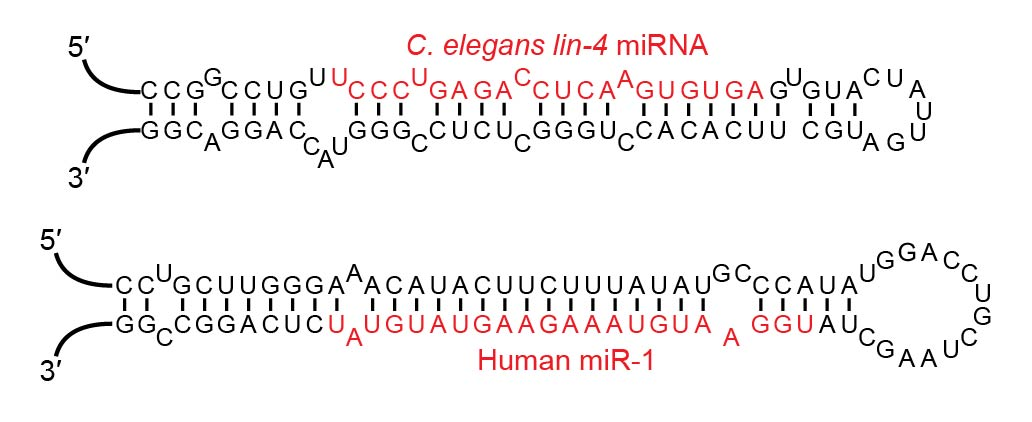
miRNA茎环的实例，成熟miRNA显示为红色

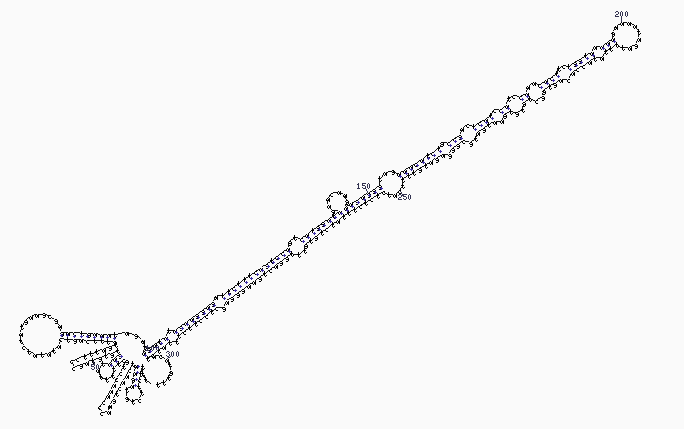
甘藍pre-microRNA中的莖環（stem-loop）二級結構。

小分子核糖核酸（英語：microRNA，缩写miRNA），又稱微RNA（微核糖核酸），是真核生物中廣泛存在的一種長約21到23個核苷酸的RNA分子，可調節其他基因的表达。miRNA來自一些從DNA轉錄而來，但無法進一步轉譯出蛋白質的RNA（屬於非編碼RNA）。miRNA通過與目標mRNA结合，進而抑制转录後的基因表达，在调控基因表达、细胞周期、生物体发育时序等方面起重要作用。在动物中，一个miRNA通常可以调控数十个基因。
這些RNA是從初級轉錄本（primary transcript）出來的，也就是pri-miRNA，轉變成為稱為pre-miRNA的莖環結構，最後成為具有功能的成熟miRNA。
1989年，维克托·安布罗斯发现秀丽隐杆线虫（C. elegans）中有个基因lin-4抑制另一个基因 lin-14。他们认为lin-4应该也表达一种调控蛋白质，因为基因转录成RNA并翻译成蛋白质是当时认为的公理。不過1993年，维克托的学生 Rosalind Lee 和 Phonda Feinbaum 克隆出了lin-4，却发现这个基因非常小，不足以做出蛋白質，而且这个基因的产物確實也不是蛋白质，而是一个长度只有22个核苷酸的RNA，後來人們又發現此miRNA可以和其他蛋白質結合，阻斷其他表現，最終產生上述的基因抑制現象。它是由单链的RNA分子产生，这个分子的一端折回来形成不完全的互补配对，称“莖環”。
pri-miRNA长度大约为300~1000个碱基，pri-miRNA经过一次加工后，成为pre-miRNA即microRNA前体，长度大约为70~90个碱基；pre-miRNA再经过Dicer酶酶切后，成为长约20~24nt的成熟miRNA。实际研究中，pre-miRNA应用最早，也最广泛。近年研究发现microRNA的双臂对成熟miRNA的形成有着十分重要的作用。
与小分子siRNAs相比，miRNA在分子特性等方面是相似的，但也存在不少的差异。siRNA是双股RNA，3'端有2个非配对碱基，通常为UU；miRNA是单股RNA。siRNAs是由dsRNA在Dicer酶切割下产生，而成熟miRNAs的产生要复杂一些，首先pri-miRNA在核内由一种称为Drosha酶处理后成为大约70nt的带有茎环结构的Precursor miRNAs（pre-miRNAs），这些pre-miRNAs再在Exportin-5帮助下转运到细胞核外之后再由胞质Dicer酶进行处理，酶切后成为成熟的miRNAs。
生命的一些重要活动如幼虫的生长发育、细胞的发生和分化、神经系统的分化等都被一些非编码蛋白的小RNA的调控，而除miRNA、siRNA以外的小RNA我们目前知之甚少。
2024年10月7日，miRNA及其转录后修饰机制发现者维克托·安布罗斯和加里·鲁夫昆获得诺贝尔生理学或医学奖。

## 命名规则
miR-前缀后面所跟着的数字，代表命名的顺序，比如，miR-124比miR-456发现得早。
“miR-”代表成熟的miRNA、“mir-”代表pre-miRNA和pri-miRNA、“MIR”代表编码miRNA的基因。
miRNA几乎全是独一的编码顺序，但对于拥有一两个碱基不同的则会被标上字母以示，例如，miR-124a与miR-124b。
若成熟的miRNA相同，但pre-miRNA和pri-miRNA和编码他们的基因来自于不同的基因组，则使用数字来表示，例如，mir-194-1和mir-194-2表示两个pre-， pri-miRNA剪切后的成熟miRNA是完全相同的，但却是两个不同的来源。
前缀的三个字母代表了不同的种族来源，例如，hsa-miR-194代表miRNA来源于人类，oar-miR-124来源于绵羊。
对于形成pre-，pri-miRNA莖環的两端miRNA， 通常一端在数量上远远超过另一端。数量优势的一端往往称为guide strand，而另一端被称为passenger strand，通常被大量降解，用*号来表示，例如miR-124和miR-124*。

## 生物合成機制

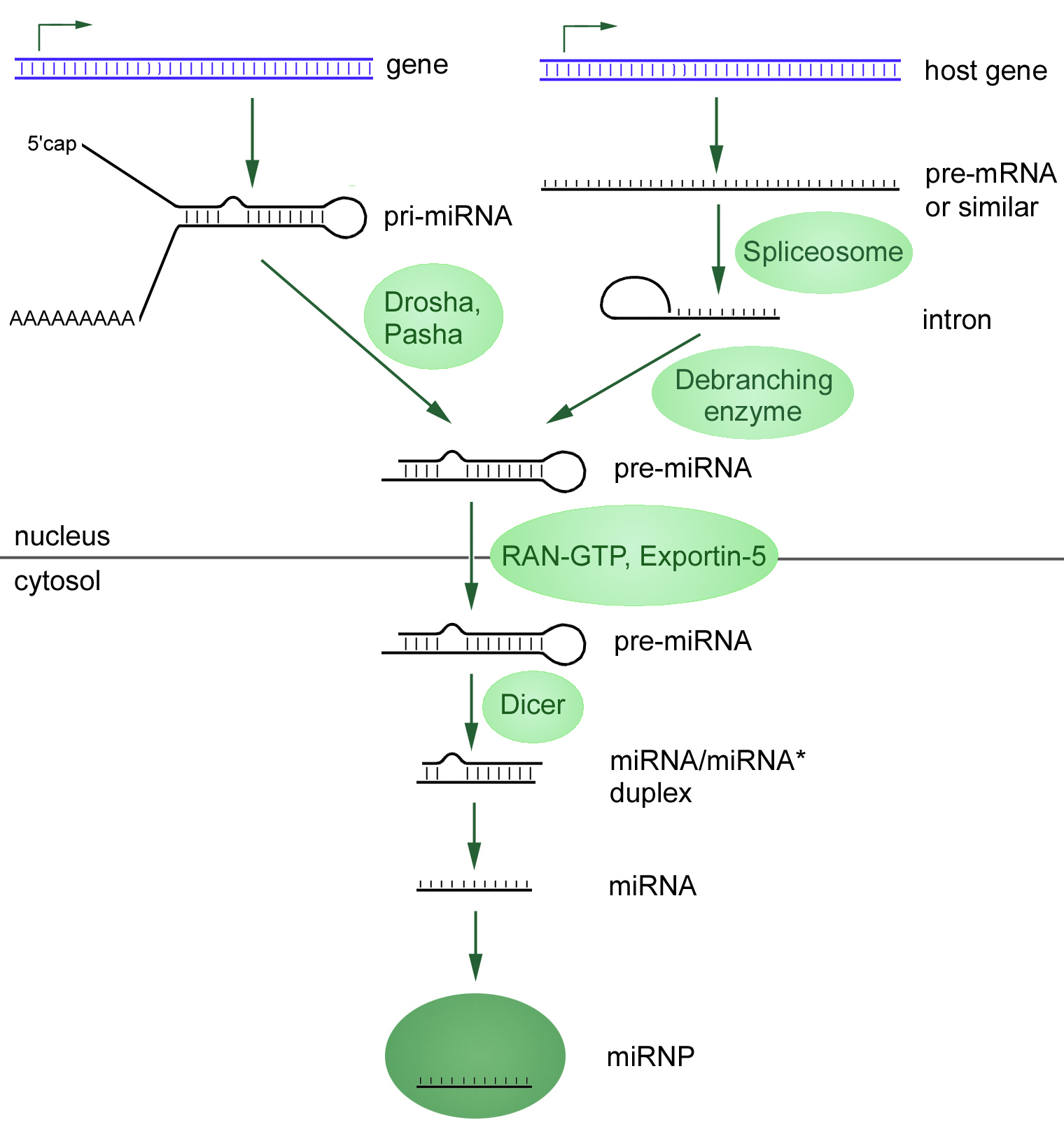

有多達40％的miRNA位於其他基因的內含子或甚至外顯子中。他們通常（但不限於）在有義方向被發現，因此它們通常與他們宿主基因一起調節。
位於DNA模板上的序列，並非成熟miRNA的最終編碼：有6％的人類miRNA有RNA編輯的現象，RNA上特定位置的修飾，會產生和他們DNA不同的產物。這增加了miRNA作用的多樣性和範圍，遠超過了基因組單獨引起的作用。

### 轉錄
miRNA基因通常由RNA聚合酶Ⅱ轉錄，聚合酶常常會結合到DNA序列附近的啟動子，並將其編碼成前miRNA的髮夾環。
所得到的轉錄產物，上有5'端帽及多聚腺苷酸尾並已被剪接。動物的miRNA最初轉錄為約80個核苷酸的RNA莖環，其會交互形成幾百個核苷酸長的miRNA前體，稱作pri-miRNA。當在3'UTR(3'非編碼區)中發現莖-環前體時，該轉錄物可以作為pri-miRNA和mRNA。
此外，RNA聚合酶Ⅲ也會轉錄一些miRNA，特別是具有上游Alu元件的、tRNA或哺乳動物寬分散重複(mammalian-wide interspersed repeats)啟動子單元。

### 核加工

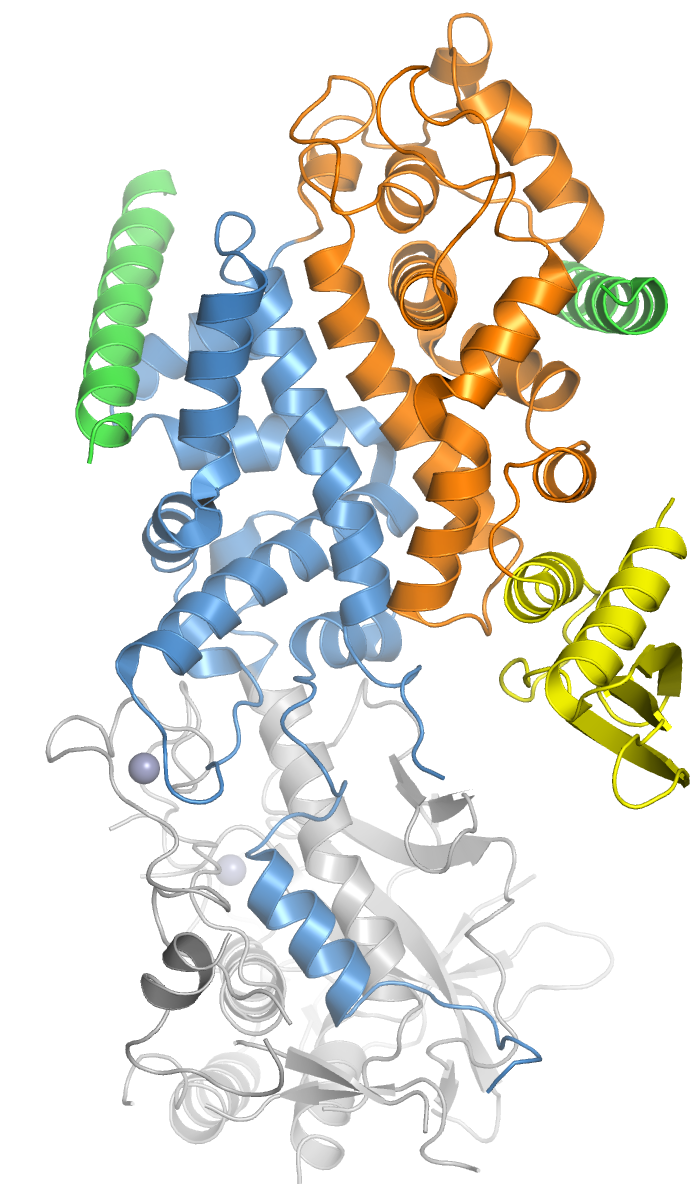
人類Drosha蛋白的X射線晶體結構與兩個DGCR8分子（綠色）的C端螺旋複合體。Drosha包含兩個核糖核酸酶III結構區域（藍色和橙色），雙鏈RNA結合結構區域(黃色)，以及含有結合兩個鋅離子的平台結構域（灰色）。來源：.

單個pri-miRNA可以含有1至6個miRNA precursor，這些髮夾環結構各自由約70個核苷酸組成，而每個髮夾的側翼包含了RNA加工的必要序列。
在pri-miRNA中髮夾的雙鏈RNA（dsRNA）結構，會被稱為DiGeorge綜合症關鍵區8（DGCR8或無脊椎動物中的“Pasha”）的核蛋白所識別。隨後DGCR8與Drosha酵素結合形成微加工複合體(Microprocessor complex)。
在該複合物中，DGCR8使Drosha的RNase III催化結構區域定向，藉此從髮夾鹼基中切割約11個核苷酸，從而釋放pri-miRNA的髮夾彎。所得產物在其3'端具有兩個核苷酸的突出端，其也具有3'羥基和5'磷酸基團。它通常被稱為前miRNA（pre-miRNA）。有許多對於有效加工重要的pre-miRNA下游的序列基序(Sequence motif)，已被識別鑑定了。
而對於那些繞過微加工複合體，直接剪接出內含子的前miRNA，被稱為“Mirtrons”。其最初被認為只存在於果蠅和秀麗隱桿線蟲中，然而現在已經在哺乳動物中發現其存在。
有多達16％的pre-miRNA可以透過核RNA編輯改變，其中最常見地，如腺苷脫氨酶作用於RNA（ADAR）上的腺苷至肌苷（A至I）轉換。另外，RNA編輯也能停止核加工(例如pri-miR-142，其會導致核糖核酸酶Tudor-SN的降解)，並改變下游流程包括細胞質miRNA的加工與目標專一性(像是改變中樞神經系統中miR-376的種子區域)。

### 核輸出

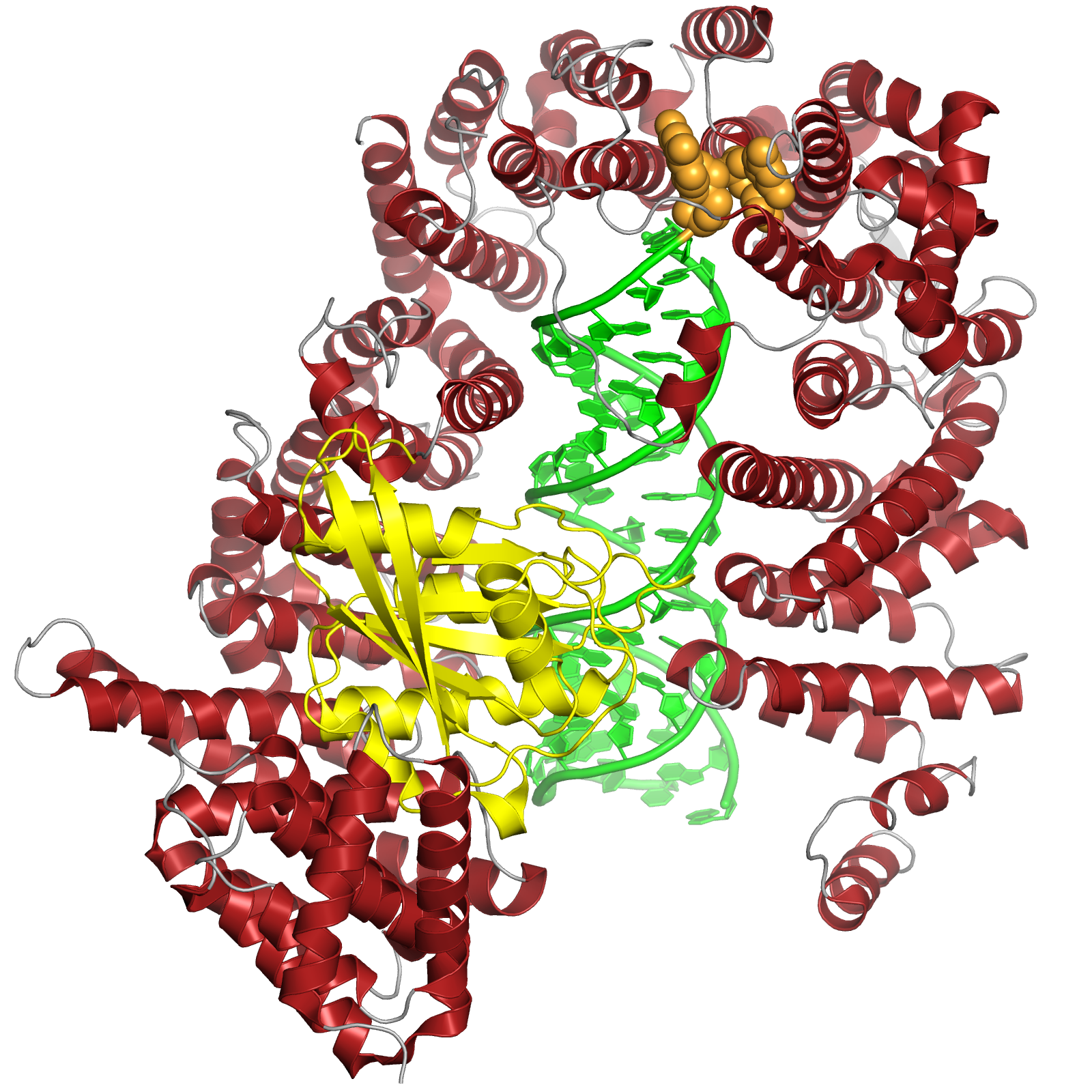
人類exportin-5蛋白（紅色）與Ran-GTP（黃色）複合物和pre-miRNA（綠色）及雙核苷酸突出端識別元件（橙色）。來源：.

核細胞穿梭蛋白Exportin-5涉及前miRNA髮夾從細胞核輸出的過程。這種蛋白質是karyopherin家族的一個成員，它會識別前miRNA髮夾的3'末端，由RNase III酶與Drosha遺留的兩個核苷酸的突出端。 Exportin-5-mediated介導運輸到細胞質是能量依賴的(主動運輸)，其使用GTP來綁定Ran蛋白。

### 細胞質加工
在細胞質中，前miRNA髮夾會被由RNaseIII酶Dicer所切割，該內切核糖核酸酶與miRNA髮夾的5'和3'端相互作用並切除連接3'和5'臂的環，產生長度為22個核苷酸的不完全的miRNA：miRNA*雙鏈體。整個髮夾長度和環尺寸都會影響Dicer的加工效率。由於RNA的不完全配對性質，miRNA：miRNA*雙鏈體的配對程度也會影響切割。
此外，一些富含G的pre-miRNA可以潛在地利用G-四聯體，來替代典型的莖-環結構。 例如，人的pre-miRNA 92B就使用G-四聯體，來抵抗Dicer在細胞質中的介導切割。雖然雙鏈體的任一鏈，皆可作為潛在作用的功能miRNA，但通常只有一條鏈會摻入RNA誘導沉默複合體（RISC）中，在其中該miRNA會與其目標mRNA相互作用。

### 植物中的生物合成
在植物中miRNA的生物合成與動物的最大差異，主要是在於核加工和輸出的過程中：其不像動物使用兩種不同的切割酶(一種位於核內部、一種位於核外部)。植物的兩種切割，都是利用稱為Dicer-like1（DL1）(Dicer同源物)進行，由於DL1僅在植物的細胞核中表達，這表明這兩種切割都在核內發生。在植物miRNA：miRNA *雙鏈體被轉運出細胞核之前，其3'突出端會被稱為Hua-Enhancer1（HEN1）的RNA甲基轉移蛋白甲基化，然後透過稱為Hast（HST）的蛋白質（Exportin 5蛋白的同源物）將雙鏈體從細胞核運出到細胞質中，在那裡它們會分解並且生成成熟的miRNA，來結合到RISC中。

## 外部連結
- miRex: Registry of microRNA expression profiles Internet registry for microRNA expression profiles. The server is part of RNA@IGIB.
- A tutorial on miRNAs by Ambion （页面存档备份，存于）
- 3-D animations describing microRNA formation and function by Rosetta
- Eumir: Web server for prediction of eukaryotic microRNA precursors Web server implementing SVM based prediction of microRNA precursors. Also incorporates companion web server HairpinFetcher.The servers are part of RNA@IGIB.
- 微RNA实验方法 （页面存档备份，存于）